# جناس لفظ
جناس لفظ در آرایه‌های ادبی از انواع جناس است که در ارکان جناس در حروفی مختلفند که تلفظی متناسب و شکلی متفاوت دارند؛ مانند «ناظره و ناضره». این نوع از جناس شامل صامت‌هایی است که چند صورت زبانی دارند؛ مانند «ز، ذ، ض، ظ، ت، ط، / ث، س، ص» که در زبان عربی هر کدام مخرج جداگانه‌ای دارند و یکسان تلفظ نمی‌شوند، اما تلفظ آن‌ها با یکدیگر مناسبت دارد. این نوع در زبان عربی شامل «ه و هٔ و نون و تنوین نیز هست از آنجا که در این نوع جناس حروف دو رکن با یکدیگر مختلفند می‌توان آن را از انواع جناس اختلافی به‌شمار آورد و در زبان فارسی این نوع کلمات تلفظی یکسان دارند؛ مانند «طور» و «تور»؛ زیرا ما صامت‌هایی را که چند صورت زبانی دارند یک واج به‌شمار می‌آوریم یعنی «ز ذ ض ظ» همگی یک واج هستند. از این رو کسانی که جناس را تنها از جنبه آوایی‌اش در نظر دارند این نوع جناس را از انواع جناس تام شمرده‌اند، درحالی‌که جناس تام حوزه اشتراک لفظی است که علاوه بر جنبه موسیقایی‌اش برای غافلگیری نیز به‌کار می‌رود. اختلاف نوشتار و خط در این نوع جناس کارکرد جناس تام را ندارد، یعنی نشان می‌دهد که ما با دو واژه مواجهیم، به همین دلیل باید آن را از انواع جناس ناقص به‌شمار آورد. در صورتی می‌توانیم آن را جناس تام بدانیم که تنها شعر شنیده شود آن هم به زبان فارسی، نه عربی؛ زیرا نزد اعراب این واج‌ها مخرج جداگانه‌ای دارند. جناس لفظی علاوه بر موارد فوق مواردی همچون «خوار و خار» و «خواستن و خاستن» را که واو معدوله دارند و درگذشته تلفظ می‌شده است، شامل می‌شود.